# Lars Collin
Lars Thorbjörn Collin, född 2 april 1925 i Norrköping, död 27 mars 2013 i Mölndal, var en svensk ingenjör. 
Collin var son till köpman Nils Collin och Edith Collin, född Blid. Han utexaminerades från Kungliga Tekniska högskolan 1950, studerade vid Massachusetts Institute of Technology 1950, var ingenjör vid STAL i Finspång 1950–1953, avdelningschef vid AB Götaverken 1953–1964, produktchef vid Nohab 1964, biträdande lärare vid Chalmers tekniska högskola 1960–1966 och professor i förbränningsmotorteknik där 1966–1990. Han var styrelseledamot i United Diesel AB. Han skrev artiklar inom främst fartygsmotorområdet och innehade ett flertal patent. Collin är begravd på Fässbergs kyrkogård.